# باول ريتشاردسون (عازف الأرغن)
باول ريتشاردسون (بالإنجليزية: Paul Richardson)‏ هو عازف الأرغن أمريكي، ولد في 1932، وتوفي في 2 أكتوبر 2006 بسبب سرطان البروستاتا.